# Самунджан Євгенія Мартиросівна
Євгенія Мартиросівна Самунджан (26 квітня 1927, Ахалкалакі — 20 листопада 1981, Київ) — український радянський онколог-ендокринолог, доктор медичних наук, професор. Лауреат Державної премії УРСР в галузі науки і техніки (1981; посмертно).

## Життєпис

Могила Євгенії Самунджан

Народилася 26 квітня 1927 року в місті Ахалкалакі Грузинської РСР. В 1951 році закінчила Тбіліський медичний інститут. Член КПРС з 1956 року. З 1961 року працювала в Українському науково-дослідному інституті експериментальної і клінічної онкології, спочатку на посаді старшого наукового співробітника, а з 1974 року — завідувачем відділом гормонального канцерогенезу. В 1966 році років нею захищена докторська дисертація, в 1978 році їй присуджено звання професора.
Померла 20 листопада 1981 року. Похована в Києві на Байковому кладовищі.

## Наукова діяльність
Основні праці присвячені вивченню патогенезу пухлинного процесу, зокрема гормональних механізмів канцерогенезу і антиканцерогенезу: ролі гормонів у розвитку новоутворень молочної залози, впливу ендокринних зрушень в організмі на біологічні й морфологічні особливості пухлин і клінічний перебіг хвороби тощо.